# Ново-Село (община, Болгария)
Ново-Село (болг. Община Ново село) — община в Болгарии. Входит в состав Видинской области. Население составляет 3557 человек (на 21.07.05 г.).

## Состав общины
В состав общины входят следующие населённые пункты:
1. Винарово
2. Неговановци
3. Ново-Село
4. Флорентин
5. Ясен

1. ↑  НСИ Националният регистър на населените места (болг.)